# Cat People
Cat People är en amerikansk film från 1982 i regi av Paul Schrader. I huvudrollerna syns Nastassja Kinski, Malcolm McDowell och John Heard.

## Handling
Syskonen Irena (Nastassja Kinski) och Paul (Malcolm McDowell) är de sista återstående av en utdöende ras kattmänniskor som enbart i samband med sexuell kontakt med andra människor förvandlas till livsfarliga kattdjur, svarta pantrar för att vara lite mer exakt. Paul försöker övertala Irena att gå med på syskonincest så att rasen åtminstone genom inavel kan leva vidare, men Irena vägrar. Istället blir hon förälskad i djurskötaren Oliver (John Heard) som i sin tur blir så besatt av henne att han är beredd att ta den risk det innebär att älska med henne, när han väl får veta hennes hemlighet. Han får först utan förklaring vänta ett tag innan hon går med på att ha sex, just för att hon vill skona honom, men den som väntar på nåt gott ...

## Om filmen
Filmen hade svensk premiär den 2 juli 1982 på biograferna Aveny i Göteborg och Sture i Stockholm. Den har visats vid ett flertal tillfällen på TV3.

## Tagline
- They Are Something More Than Lovers Who Are About To Become Something Less Than Human

## Rollista i urval
- Nastassja Kinski – Irena Gallier
- Malcolm McDowell – Paul Gallier
- John Heard – Oliver Yates
- Annette O'Toole – Alice Perrin
- Ruby Dee – Female
- Ed Begley Jr. – Joe Creigh
- Scott Paulin – Bill Searle

## Soundtrack
- Cat People – Giorgio Moroder, David Bowie
- The Myth – Moroder, Bowie
- Autopsy
- Irenas theme
- Leopard tree dream
- Night rabbit
- Pauls Theme
- To the bridge
- Transformation seduction

## Musiker
- David Bowie – sång
- Michael Landau, Tim May – gitarr
- Giorgio Moroder – gitarr, bas
- Sylvester Levai – keyboard
- Brian Banks – keyboard, programmering
- Lee Sklar – bas
- Keith Forsey – trummor
- Charles Judge – programmering
- Craig Huntley – ljudeffekter
- Stephanie Spruill, Alexandra Brown, Paulette MacWilliams, Scott matthews, Ron Nagle – bakgrundssång